# Rodriguezia decora
Rodriguezia decora är en orkidéart som först beskrevs av Lem., och fick sitt nu gällande namn av Heinrich Gustav Reichenbach. Rodriguezia decora ingår i släktet Rodriguezia och familjen orkidéer. Inga underarter finns listade i Catalogue of Life.

## Bildgalleri

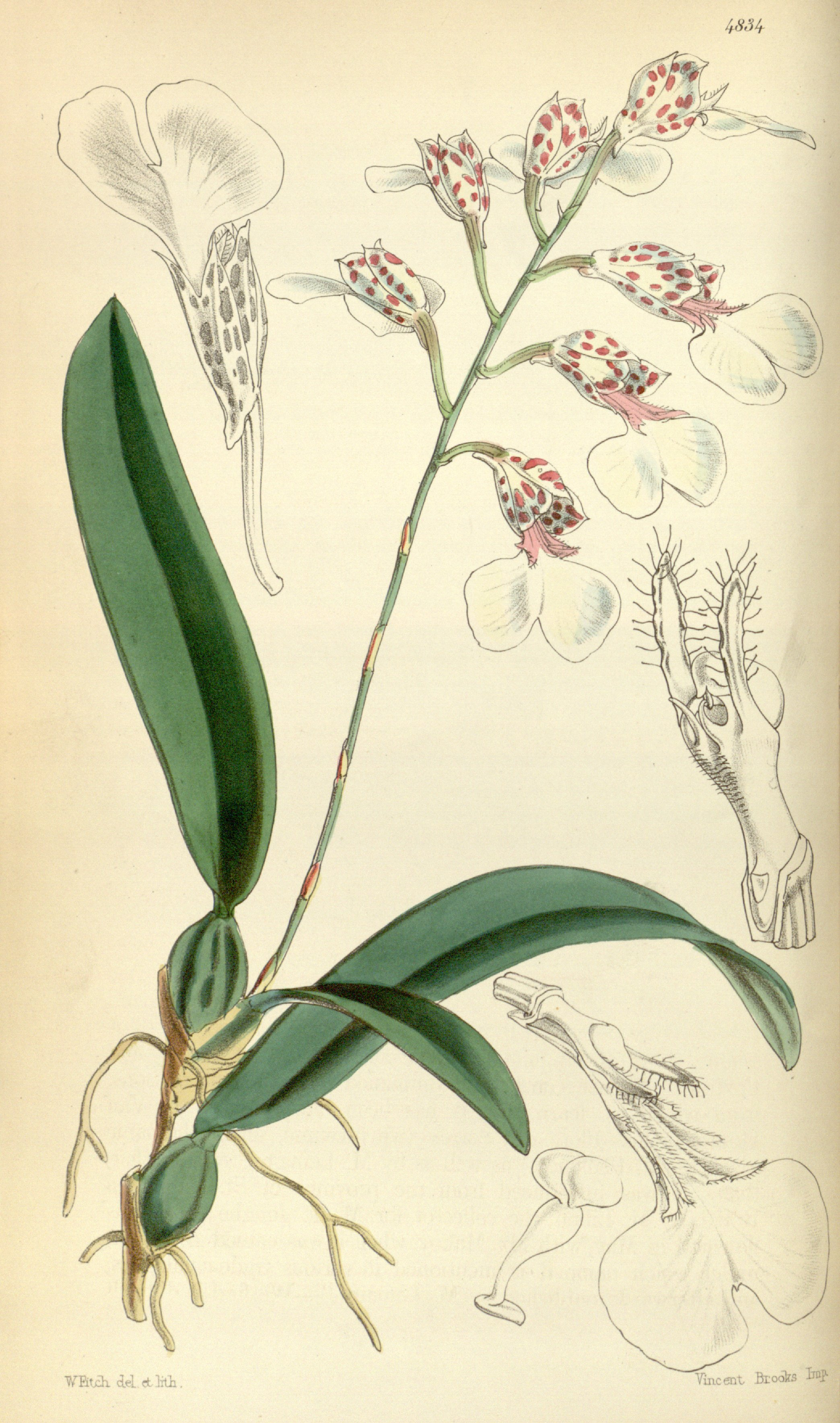
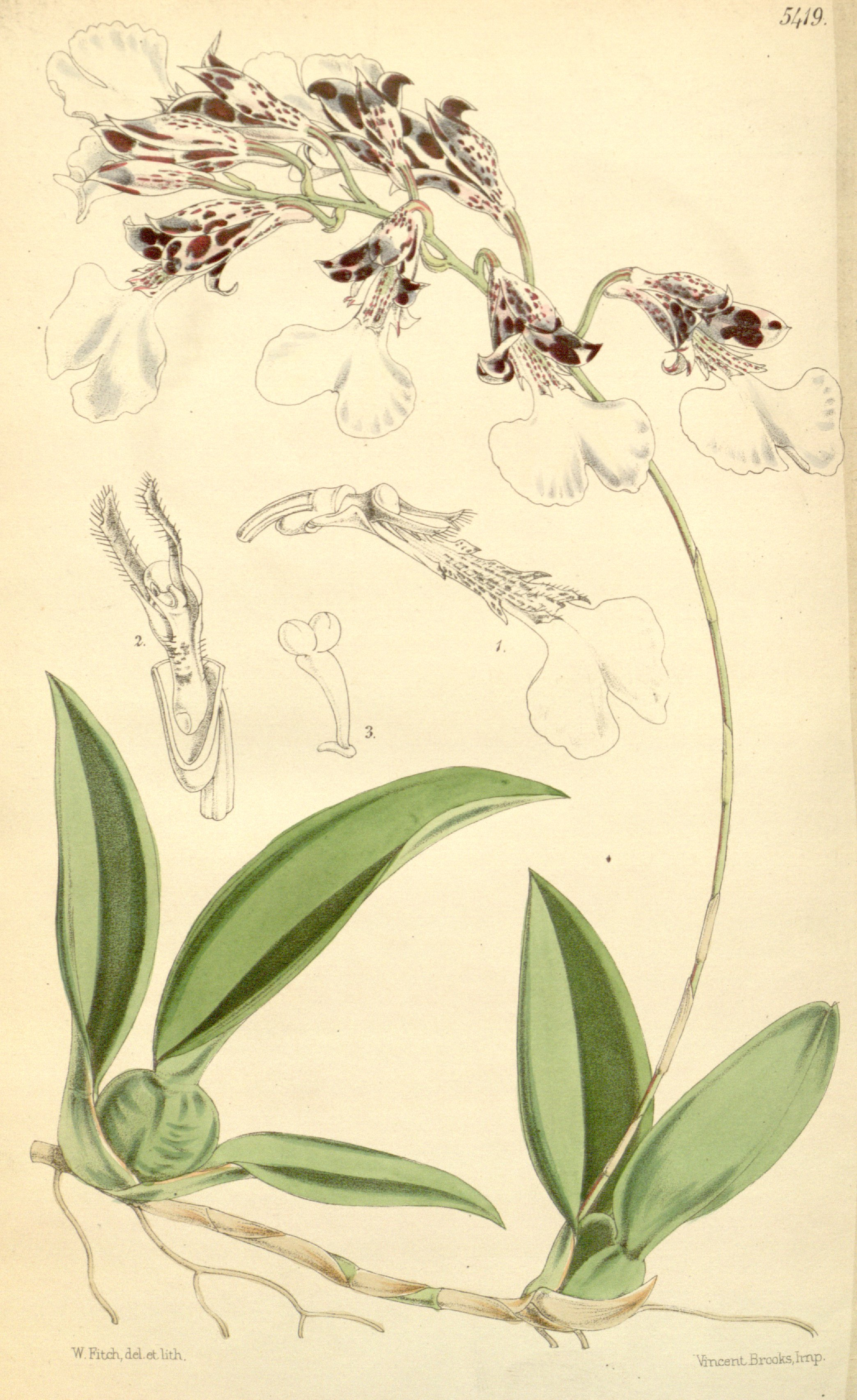